# My Love (Wings-Lied)
My Love (englisch für „Meine Liebe“) ist ein Lied der britischen Musikgruppe Wings, das 1973 als Single A-Seite veröffentlicht wurde. Es ist die vierte Single der Wings. Komponiert wurde es von Paul McCartney und Linda McCartney. Es war die zweite Singleveröffentlichung von Paul McCartney nach dessen Trennung von der Band The Beatles, die Platz eins in den US-amerikanischen Charts erreichte. Das Lied wurde im selben Jahr auch auf dem Album Red Rose Speedway veröffentlicht.

## Hintergrund
Paul McCartney sagte über Lied: „My Love wurde von Linda inspiriert. Wir waren schon eine Weile zusammen und hatten eine tolle Zeit, und als ich mich an ein Klavier setzte, um der Muse zu folgen, dachte ich an Linda und das Lied kam. Es war schön, sagen zu können: 'Hier, ich habe das für dich geschrieben.'“
Das Lied erhielt nach dem Tod von Linda McCartney im Jahr 1998 zusätzliches Gewicht. Es gehörte zu den Liedern, die Paul für die Gedenkfeiern in London und New York auswählte, wo es vom Brodsky Quartet bzw. dem Loma Mar Quartett aufgeführt wurde. My Love wurde auch vom Loma Mar Quartet auf McCartneys 1999er Album Working Classical aufgenommen, auf dem es von Michael Thomas arrangiert wurde.
Der Text des Liedes wurde 2001 in McCartneys Buch Blackbird Singing: Poems and Lyrics 1965–1999 und 2021 in The Lyrics: 1956 to the Present aufgenommen.

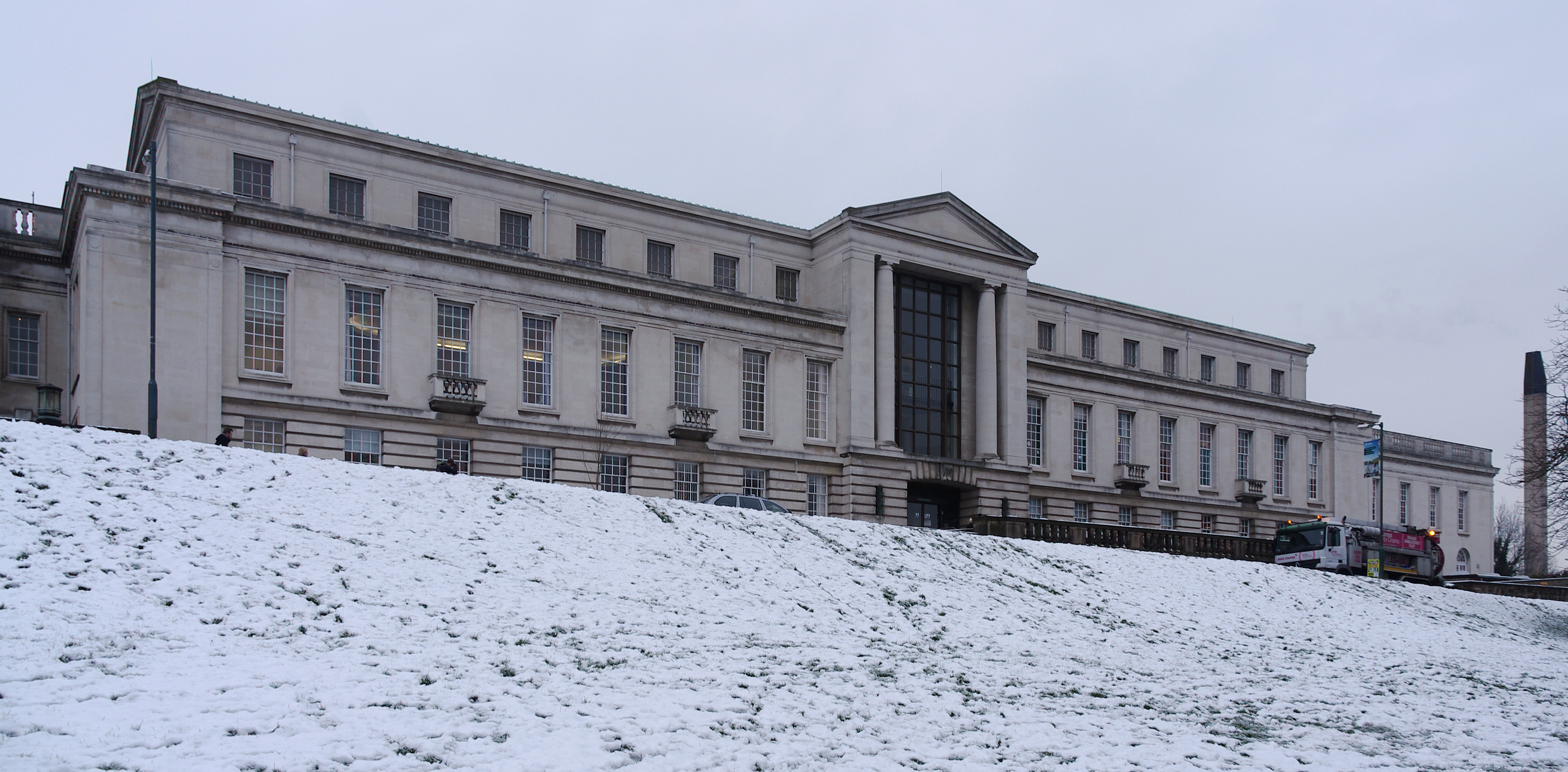
Portland Building der University of Nottingham

My Love gehörte zu den Songs, die Wings auf ihrer ersten Tournee in England und Wales spielten. Es wurde ab dem ersten Termin am 9. Februar 1972, über ein Jahr vor der Singleveröffentlichung, an der University of Nottingham gespielt. Ab 2002 wurde My Love zum Gedenken an Linda McCartney auf Paul McCartney-Tourneen gespielt, wobei Bilder von ihr auf Leinwände projiziert wurden.
Für My Love wurde 1973 ein Musikvideo gedreht, der Regisseur war Mick Rock. Erstmals wurde die Gruppenbezeichnung von Wings in Paul McCartney & Wings geändert, die Schallplattenfirma erhoffte sich durch die Nennung McCartneys bessere Verkaufszahlen.
Die Single My Love erreichte Platz neun in Großbritannien, Platz 43 in Deutschland und in den USA Platz eins in den jeweiligen Charts. Somit war es die vierte Top-Ten-Single in Großbritannien und den USA für Paul McCartney.
Im Juni 1973 wurde My Love an der Spitze der Billboard-Charts durch George Harrisons Give Me Love (Give Me Peace on Earth) verdrängt. Es war das erste Mal seit dem 25. April 1964, dass Mitglieder der Beatles auf den ersten beiden Positionen der Charts standen, und das einzige derartige Ereignis während ihrer Solojahre. Die Single wurde am Freitag, den 6. Juli 1973 von der RIAA mit einer Goldenen Schallplatte ausgezeichnet, für mehr als eine Million verkaufter Exemplare in den USA.

## Aufnahme
My Love wurde von den Wings zwischen dem 25. und 27. Januar 1973 in den Londoner Abbey Road Studios mit Paul McCartney als Produzenten aufgenommen. Richard Lush und Mark Vigars waren die Toningenieure der Aufnahmen. Die Abmischung erfolgte am 27. Januar ebenfalls in den Abbey Road Studios. Richard Hewson, der Orchesterarrangeur, sagte zu den Aufnahmen: „Auf 'My Love' hatte ich die besten Jazzmusiker, die ich kannte. Sie hatten diesen besonderen warmen Klang und die Platte beginnt mit dieser langen Note. Die Sitzung dauerte drei Stunden. Alles wurde live gemacht, sogar der Gesang. Aber es hat 20 Takes gedauert! Das Gitarrensolo war jedes Mal anders. Am Ende der Session waren alle ein bisschen müde und sagten zu Paul: 'Wir könnten nicht besser spielen!' Ich bin mir nicht sicher, was die tatsächliche Aufnahme war, die sie verwendet haben.“
Besetzung:
- Paul McCartney: Gesang, Elektrisches Klavier
- Linda McCartney: Hintergrundgesang
- Denny Laine: Bassgitarre, Hintergrundgesang
- Henry McCullough: E-Gitarre
- Denny Seiwell: Schlagzeug
- Richard Hewson: Arrangeur
- Orchester

## Veröffentlichung
- Am 23. März 1973 (USA: 9. April 1973) erschien die Single My Love – mit dem Lied The Mess als B-Seite.[2] The Mess wurde während der Europatournee am 21. August 1972 beim Konzert in Den Haag (Niederlande) aufgenommen.
- Red Rose Speedway wurde am 30. April 1973 in den USA und am 4. Mai 1973 in Großbritannien veröffentlicht, das Album enthält die Single My Love.
- Im Dezember 1980 wurde bei Columbia Records folgende Single in den USA wiederveröffentlicht: My Love / Maybe I’m Amazed.[3]
- My Love erschien am 27. November 1978 auf dem Kompilationsalbum, Wings Greatest, am 2. November 1987 auf All the Best!, am 7. Mai 2001 auf Wingspan: Hits and History und am 10. Juni 2016 auf Pure McCartney.
- Liveversionen von My Love erschienen auf den Alben Wings over America (1976), Paul Is Live (1993), Back in the U.S. (2002), Back in the World (2003) und Good Evening New York City (2009).
- Am 2. Dezember 2022 wurde die Singlebox The 7″ Singles Box veröffentlicht, die auch My Love enthält.
- Am 14. Juni 2024 erschien das Wings-Album One Hand Clapping, es enthält Aufnahmen aus dem August 1974, so auch My Love.

## Coverversionen
Es gibt über 130 Coverversionen von My Love. Es haben unter anderen Tony Bennett, Andy Williams, Cher, Brenda Lee, Harry Connick Jr. und Cass Elliot das Lied interpretiert.

## Auszeichnungen für Musikverkäufe
| Land/Region               | Auszeichnungen für Musikverkäufe (Land/Region, Auszeichnung, Verkäufe) | Verkäufe  |
| ------------------------- | ---------------------------------------------------------------------- | --------- |
| Vereinigte Staaten (RIAA) | Gold                                                                   | 1.000.000 |
| Insgesamt                 | 1× Gold ·                                                              | 1.000.000 |